# عادت بد
عادت بد (ایتالیایی: Il viziaccio) یک فیلم کمدی سکسی سبک ایتالیایی به کارگردانی ماریو لاندی است که در سال ۱۹۸۰ منتشر شد. این فیلم تلاشی برای تلفیق کمدی‌های سینمای صامت با ژانر اِروتیک است.

## گزیدهٔ بازیگران
- فمی بنوسی
- اوگو بولونیا
- جرج آردیسون
- فرانکو دیوجنه